# Турбобур
Ту́рбобур — машина для швидкісного буріння нафтових свердловин.
Турбобур — вибійний гідравлічний двигун, в якого гідравлічна енергія потоку промивальної рідини перетворюється у механічну роботу обертання вихідного валу, сполученого з породоруйнуючим
інструментом. Робочим органом, в якому відбувається перетворення енергії, служить багатоступенева турбіна осьового лопатевого типу.

Робочі органи турбобура. Ротор і статор

## Історія
У 1922 р. бакинський інженер Матвій Капелюшников розробив перший успішний гідравлічний вибійний двигун — турбобур.
Історія турбобура (двигуна, розміщеного безпосередньо над буровим долотом) починається з патенту американського інженера Х. Кросса 1873 р., який запропонував гідравлічну бурильну одноступінчасту турбіну. У 1883 р. американець Дж. Вестингауз сконструював турбінний вибійний двигун. У 1890 р. український інженер К. Сімченко, працюючи у Баку, запатентував ротаційний вибійний двигун, а на початку ХХ ст. польський інженер Вольський сконструював швидкісний вибійний гідравлічний двигун («таран Вольського»), який став прототипом сучасних гідровідбійників. Але саме завдяки двигуну Капелюшникова у 1924 р. в Азербайджані в Суруханах була пробурена перша в світі свердловина за допомогою турбобура, що започаткувало історію турбінного буріння. Протягом десятиріччя трест «Азнафта» широко застосовував турбобур Капелюшникова, а в подальшому він слугував прототипом для нових прогресивних конструкцій, які стали основним засобом буріння нафтових і газових свердловин. Значною перевагою вибійного двигуна є те, що промивна рідина, яка запомповується в свердловину, одночасно обертає турбіну двигуна. При цьому не потрібно обертати всю бурову колону (як це робилося раніше), що дало великий економічний ефект при бурінні на значній глибині.
Протягом 1933—1940 рр. було створено багатоступінчасті безредукторні турбобури різних типів (керівник розробки — П. Шумілов). У 1930-х рр. у США пройшов успішне випробування електробур, який опускали в свердловину на кабелі-канаті. У 1937—1940 рр. російськими винахідниками А. Островським, Н. Григоряном, А. Богдановим було розроблено конструкцію вибійного електричного двигуна — електробура.

## Загальний опис
Турбобур — машина з вибійним двигуном гідродинамічного типу (турбіною), в якій гідравлічна енергія потоку рідини, що подається по трубах насосами з поверхні, в турбіні турбобура перетворюється в механічну енергію вала, до якого під'єднується бурове долото, і яка призначена для буріння глибоких нафтових і газових свердловин. Турбіна отримує енергію від потоку глинистого розчину, що нагнітається у свердловину по трубах. Т. використовується для буріння глибоких свердловин г.ч. на нафту і газ. Для розвідувального буріння з відбором керну використовуються спец. Т. з порожнистим валом, в якому розміщується керноприймач. Багатоступеневі та секційні турбобури застосовуються для буріння свердловин діаметром 90…600 мм.
Турбобури мають м’яку характеристику. Залежно від числа обертів момент зменшується із збільшенням числа обертів. Максимальне число обертів називається холостими обертами. Залежності від типу, турбобури розвивають холості оберти в межах 500  1200 об/хв. Момент при зупинці турбобура називається гальмівним моментом. Максимальну потужність і максимальний коефіцієнт корисної дії турбобур має при обертах, які рівні близько половини від холостих обертів. Враховуючи те, що турбобур в області близькій до гальмування працює нестійко, глохне, то робочі оберти знаходяться вище ніж половина від холостих і складають 240  600 об/хв. К. к. д турбобурів складає від 25 до 50 %.
При турбінному бурінні як робоча використовується промивна рідина, що рухається з поверхні землі по бурильній колоні до турбобура. З валом турбобура жорстко з'єднане долото, воно обертається незалежно від бурильної колони.
У практиці буріння використовують такі турбобури: односекційні типу Т12; секційні; шпиндельні; високомоментні (з похилою лінією тиску); колонкові (для буріння з відбором керна); для буріння похилих свердловин; редукторні; реактивно-турбінні бури (РТБ).
Переваги. Буріння з допомогою електробурів має ряд переваг порівняно з використанням інших вибійних двигунів:
1. незалежність потужності і частоти обертання вала електробура від кількості і властивостей промивальної рідини;
2. можливість вести контроль за роботою долота на вибої і попереджувати аварії з ним;
3. можливість автоматизувати процес буріння при найкращому використанні потужності;
4. використання спеціальної апаратури при бурінні похило-направлених свердловин;
5. використання будь-яких видів промивальних рідин і циркуляційних агентів.
Недоліки. До недоліків застосування електробурів належать:
1. необхідність джерела постачання електроенергією і спеціального обладнання;
2. недосконалість системи струмопідводу, що призводить до частих пробоїв в ізоляції;
3. неможливість регулювання частоти обертання внаслідок жорсткої характеристики двигуна;
4. електробури застосовують при невисоких вибійних температурах;
5. необхідність застосування спеціальних бурильних труб;
6. великі втрати напруги у системі струмопроводу.

## Конструкція і принцип дії
Турбобур — вибійний гідравлічний двигун, у якого гідравлічна енергія потоку промивальної рідини перетворюється в механічну роботу обертання вихідного валу, сполученого з породоруйнуючим інструментом. Робочим органом, в якому відбувається перетворення енергії, служить багатоступенева турбіна осьового лопатевого типу.
Турбобур містить корпус, турбінний вал, вал осьової опори з внутрішньою циліндричною порожниною, послідовно встановлені на турбінному валу ротори турбін, а в корпусі — статори турбін, радіальні опори, гайку турбінного валу, осьову опору, ніпель, канал, що забезпечує гідравлічний зв'язок порожнини останнього ротора турбіни і внутрішньої циліндричної порожнини вала осьової опори. Турбінний вал і вал осьової опори з'єднані між собою за допомогою різьби.
Турбобур встановлюють безпосередньо над породоруйнуючим інструментом, а джерелом енергії й крутного моменту є тиск потоку рідини, що рухається під напором бурового насоса.
Потік промивальної рідини через бурильну колону подається в першу ступінь турбобура. У статорі першої ступені (рис.) відбувається формування напрямку потоку рідини. Таким чином, статор є апаратом турбіни, який направляє потік промивальної рідини.
Потоки рідини з каналів статора надходять на лопатки ротора під заданим кутом (рис.) і здійснюють силовий вплив на ротор, в результаті якого енергія руху рідини створює сили, які прагнуть повернути ротор, жорстко пов'язаний з валом турбіни. Потік рідини з каналів ротора першої ступені надходить на лопатки направляючого апарату другої ступені, де знову відбувається формування напрямку руху потоку рідини і подача її на лопатки ротора другої ступені. На роторі другої ступені також виникає крутний момент. У результаті рідина під дією енергії тиску, проходить усі ступені турбіни турбобура і через спеціальний канал підводиться до породоруйнуючого інструменту. У багатоступеневих турбобурів крутні моменти усіх ступенів підсумовується на валу. У процесі роботи турбіни на статорах, закріплених нерухомо в корпусі турбобура, створюється реактивний момент, рівний за значенням, але протилежний за напрямом. Реактивний момент через корпус турбобура передається на бурильні труби і здійснює їх закручування на певний кут, що залежить від жорсткості і довжини бурильної колони.
Під характеристикою турбіни турбобура розуміють залежність її потужності N, крутного моменту М, коефіцієнта корисної дії η та перепаду тиску Δр від частоти обертання n при заданій витраті прокачуваної через неї промивальної рідини Q.

## Маркування
У шифрі турбобурів вказується: КД — турбобур безшпиндельний турбінно-гвинтовий з уніфікованих модульних турбінних секцій і секцій гвинтового двигуна, з'єднання секцій конусно-гвинтовою муфтою, опора розміщена внизу;
П — турбобур з плаваючим ротором;
К — у турбобурі використовуються турбіни з пониженою висотою ступені;
У — універсальні турбобури, дозволяють приєднувати секції гвинтового двигуна;
РТ — турбобури призначені для використання в агрегатах РТБ;
ТО — турбобур-відхилювач;
Р — турбобур з редуктором.